# Morse-Täubling
Der Morse-Täubling (Russula illota, Syn.: Russula laurocerasi var. illota) ist eine Pilzart aus der Familie der Täublingsverwandten (Russulaceae). Es ist ein Vertreter aus der Untersektion Foetentinae, der sich dadurch auszeichnet, dass seine Lamellenschneiden durch violett-braune Punkte und Striche verziert sind, die an Morsezeichen erinnern. Sein Hut ist meist von einem dicken, violetten Schleim bedeckt.

## Merkmale

### Makroskopische Merkmale
Der Hut hat einen Durchmesser von (2,5) 5–16 cm. Er ist mehr oder weniger dick, jung fast kugelig, später konvex bis ausgebreitet und im Alter in der Mitte oft eingedrückt. Die Hutfarbe variiert von braun-ocker bis schmutzig gelbbraun. Ein Großteil der Hutfläche wird von einem schmutzig-braunen bis violett-grauen Schleim bedeckt, die Huthaut ist daher auch im trockenen Zustand klebrig.
Der Stiel ist (3) 4–10 cm lang und 1–3,7 cm dick, mehr oder weniger zylindrisch geformt und im Alter teilweise bis komplett hohl. Unterhalb des Hutes kann er eventuell leicht erweitert sein. Jung ist er weißlich, gilbt aber im Alter und wird immer braunfleckiger, bis er schließlich einen bräunlich schmutzigen Eindruck macht.
Die Lamellen sind weder gedrängt noch sonderlich entfernt stehend. Sie sind 7–12 mm hoch, zuerst weiß bis cremefarben, später schmutzig. Sie sind teilweise mit Lamelletten untermischt und über die ganze Fläche hinweg mindestens 4-mal pro Hut gegabelt. Arttypisch und auch namensgebend sind aber die dunklen Punkte und Linien auf den Lamellenschneiden, die wie Morsecode aussehen. Sie haben etwa die gleiche Farbe wie der den Hut bedeckende Schleim.
Das Fleisch ist mehr oder weniger dünn und neigt zum Gilben, sodass es im Alter mehr oder weniger gelblich verfärbt ist. Der Geruch ist sehr komplex, von angenehm mandelartig (wie Mandelcreme), anisartig oder fruchtig zu widerlich, spermatisch, stinkend. Vor allem im Alter und bei Verletzungen wird der Geruch sehr penetrant. Der Geschmack im Stiel ist bitter, widerlich und sehr scharf.

### Mikroskopische Merkmale
Das Sporenpulver ist weißlich bis hell cremefarben. Die Sporen selbst sind kugelig, 7–8,5 × 6,2–7,5 µm lang und breit und mit meist isolierten, 0,5–2 µm hohen, dornigen, bis leicht gratigen Warzen verziert. Diese sind nur teilweise gratig, meist aber nur durch feine Linien miteinander verbunden.
Die Zystiden sind oft appendikuliert, das heiß mit einem kleinen Spitzchen oder Anhängsel versehen, oder sie sind verschmälert bis keulig. Sie werden bis zu 85(100) µm lang und 6–10(13) µm breit. Die Hyphen-Endzellen der Huthaut sind 3–5 µm breit und mehr oder weniger gewunden oder sie sind kurz, mit stumpfen oder leicht verlängerten Enden. Die Pileozystiden sind 6–9 µm breit, fast zylindrisch bis spindelförmig, an der Spitze stumpf oder leicht zusammengezogen und leicht appendikuliert.

## Artabgrenzung
Die Arten der Untersektion Foetentinae sehen sich alle sehr ähnlich und können leicht miteinander verwechselt werden. Vom Stink-Täubling und den Vertretern der Foetens-Gruppe unterscheidet sich der Morse-Täubling durch seinen typischen Bittermandelgeruch. Im Alter kann er aber ähnlich unangenehm riechen wie die Vertreter der Foetens-Gruppe.
Vom Mandel-Täubling und den anderen Vertretern der Laurocerasi-Gruppe hingegen unterscheidet er sich durch die relativ stumpfen, leicht grau-violett getönten Hutfarben, den braun-violetten Schleim und die charakteristisch schwärzlich-punktierten Lamellenschneiden. Auch die Sporenform ist leicht unterschiedlich.

## Systematik
Etymologie
Die Artepitheton illota bedeutet schmutzig oder ungewaschen und ist eine Anspielung auf den fleckig aussehenden Hut.
Der Morse-Täubling wird innerhalb der Gattung Russula in die Sektion Ingratae und weiter in die Subsektion Foetentinae gestellt. Die Sektion Ingratae vereinigt Russula-Arten mit matten, gelben bis braun-grauen Hüten, scharfem und/oder widerlich bitterem Geschmack und weißem Sporenpulver. Die Subsektion Foetentinae vereinigt Arten mit scharfrandigem, gerieftem Hut und auffallendem Geruch. Neuere DNA-Untersuchungen zeigen, dass die Arten dieser Gruppe auch phylogenetisch nahe miteinander verwandt sind.

## Ökologie
Wie alle Täublinge ist der Morse-Täubling ein Mykorrhizapilz, der mit verschiedenen Laubbäumen, vorwiegend mit der Rotbuche (Fagus sylvatica), eine Symbiose eingeht. Daneben kommen weitere Laubbäume, seltener Nadelbäume, als Partner in Frage. Der Morse-Täubling bewohnt vorwiegend mesophile Buchenwälder auf frischen bis sickerfeuchten, humosen, lehmigen, nährstoffarmen, mit Basen gut bis mäßig versorgen Böden über Kalk, Kalkmergel oder Kalksand und basenhaltigen Silikaten. Seltener kommt er auch in Hainbuchen-Eichen-, Edellaubholz- und Fichten-Tannenwäldern vor.

## Verbreitung

Europäische Länder mit Fundnachweisen des Morse-Täublings.
Legende:
Länder mit Fundmeldungen
Länder ohne Nachweise
keine Daten
außereuropäische Länder

Der Morse-Täubling ist eine europäische Pilzart, die in Süd-, West- und Nordeuropa vorkommt. Im Osten ist der Pilz selten oder fehlt ganz. Auch in Polen scheint der Morsetäubling weitgehend zu fehlen. 2008 wurde er zum ersten Mal im Bieszczady-Gebirge im südöstlichen Polen in einem Buchen-Tannenwald gefunden.
In Deutschland ist die Art im nördlichen Flach- und Hügelland selten und fehlt meist in den eiszeitlichen Sand- und trockneren Kalkgebieten. Im Berg- und Hügelland kommt der Morse-Täubling sehr zerstreut bis regional schwach verbreitet vor mit größeren Auflockerungsgebieten. Ins höhere Bergland steigt die Art nur selten auf.

## Bedeutung
Aufgrund seines widerlichen und scharfen Geschmacks ist er, wie alle Arten der Subsektion, nicht essbar. Möglicherweise ist er auch leicht giftig.